# سی‌لند اس‌ای
سی‌لند اس‌ای (انگلیسی: SeaLand) شرکت کشتیرانی آمریکایی است، که در سال ۱۹۶۰ تأسیس شد.